# Wanda Sykes
Wanda Yvette Sykes (Portsmouth, 7 maart 1964) is een Amerikaans actrice, stand-up comédienne, stemactrice en scriptschrijfster. Ze won in 1999 een Primetime Emmy Award samen met de andere schrijvers van The Chris Rock Show, waarin ze ook haar acteerdebuut maakte. Twee jaar later won ze de American Comedy Award voor grappigste vrouwelijke stand-up comédienne van het jaar. Sykes maakte in 1998 haar filmdebuut in de komedie Tomorrow Night.

## Carrière
Sykes begon in het voorjaar van 1997 te werken bij de televisie als scriptschrijfster van The Chris Rock Show en The Keenen Ivory Wayans Show. In eerstgenoemde serie was ze daarnaast verschillende keren voor de camera te zien, verschillende typetjes spelend. Doorgaans speelt Sykes zowel op televisie als in films luidruchtige, zelfbewuste vrouwen die met veel bravoure anderen weleens even op hun plaats zullen zetten.
Na The Chris Rock Show ging Sykes verder op eigen kracht, maar speelde ze niettemin nog verschillende keren samen met komiek Chris Rock. Zo waren ze samen ook te zien in de films Pootie Tang en Down to Earth. Sykes is niet te zien, maar wel te horen in verschillende andere producties. Zo sprak ze de stem in van stinkdier Stella voor Over the Hedge, die van Innoko voor Brother Bear 2 en die van de koe Bessie voor zowel Barnyard als voor de daaruit voortvloeiende serie Back at the Barnyard.

## Privéleven
Sykes was van 1991 tot en met 1998 getrouwd met David Hall, maar maakte in november 2008 openbaar dat ze lesbisch is. Ze vertelde daarbij dat ze een maand daarvoor in het huwelijk was getreden met echtgenote Alex. Alex beviel in april 2009 van zoon Lucas Claude en dochter Olivia Lou, een tweeling.
In 2011 werd bij Sykes beginnende borstkanker vastgesteld. Omdat borstkanker in haar familie vaker voorkomt, liet ze haar beide borsten daarop preventief verwijderen. Hierover sprak ze in het openbaar in onder meer de talkshow van Ellen Degeneres.

## Filmografie
*Exclusief televisiefilms
| - Breaking News in Yuba County (2021) - Friendsgiving (2020) - Jexi (2019) - The Wedding Year (2019) - UglyDolls (2019, stem) - Hurricane Bianca: From Russia with Hate (2018) - A Bad Moms Christmas (2017) - Snatched (2017) - Bad Moms (2016) - Ice Age: Collision Course (2016) - Kötü Kedi Serafettin (2016, stem Engelstalige versie) - The Hot Flashes (2013) - Ice Age: Continental Drift (2012, stem) - The Muppets (2011, verwijderde scènes) | - Rio (2011) - License to Wed (2007) - Evan Almighty (2007) - Brother Bear 2 (2006, stem) - Barnyard (2006, stem) - My Super Ex-Girlfriend (2006) - Clerks II (2006) - Over the Hedge (2006, stem) - The Adventures of Brer Rabbit (2006, stem) - Monster-in-Law (2005) - Pootie Tang (2001) - Down to Earth (2001) - Nutty Professor II: The Klumps (2000) - Tomorrow Night (1998) |

## Televisieseries
*Exclusief eenmalige gastrollen
- Vampirina - stem Gregoria / Georgia (2017-2019, achttien afleveringen)
- Black-ish - Daphne Lido (2015-2019, vijftien afleveringen)
- The Other Two - Shuli Kucerac (2019, vier afleveringen)
- Broad City - Dara (2017, drie afleveringen)
- House of Lies - Rita (2016, drie afleveringen)
- Penn Zero: Part-Time Hero - stem general Shirley B. Awesome (2015, twee afleveringen)
- Alpha House - Rosalyn DuPeche (2013-2014, veertien afleveringen)
- Real Husbands of Hollywood - Wanda Sykes (2013, twee afleveringen)
- Back at the Barnyard - stem Bessy the Cow (2007-2011, vijftig afleveringen)
- Curb Your Enthusiasm - Wanda Sykes (2001-2009, acht afleveringen)
- The New Adventures of Old Christine - Barbara 'Barb' Daran (2006-2010, 67 afleveringen)
- Wanda at Large - Wanda Mildred Hawkins (2003, negen afleveringen)
- Crank Yankers - stem Gladys Murphy (2002-2003, twee afleveringen)
- The Drew Carey Show - Christine Watson (2001, drie afleveringen)
- The Chris Rock Show - Verschillende (1997-2000, tien afleveringen)

- Gemeinsame Normdatei: 1156812216
- International Standard Name Identifier: 0000 0000 4420 396X
- Library of Congress Control Number: no2006000716
- MusicBrainz: 512c9d98-ee66-4476-8be7-c833d0ad0691
- Nationale Bibliotheek van Israël: 987007330062805171
- Nationale Bibliotheek van Polen: a0000001835509
- Virtual International Authority File: 53893750
- WorldCat: E39PBJqBtKqVWmqrf8Xm4WvmBP